# Делчо Наплатанов
Делчо Николов Наплатанов (27 декември 1896 – 26 юни 1942) е деец на работническото движение и член на БКП от 1919 г.

## Биография
Роден е през 1896 г. в село Мечка, Пазарджишка околия. Завършва педагогическа гимназия в Панагюрище и от 1920 г. учителства в родното си село, където е секретар на местната организация на БКП.
Арестуван е в навечерието на Септемврийското въстание и е освободен едва през 1924 г. Включва се в четата на Й. Кискинов и става неин политкомисар. Осъден е на смърт задочно и емигрира последователно в Югославия (1925) и в СССР (1926). През 1933 г. Наплатанов завършва новосъздадения Московски енергетичен институт (МЭИ) и започва работа като електроинженер в електроцентралата в Сталиногорск. През следващите години ръководи строителството на електроцентрали в Урал и става лауреат на орден „Червено знаме на труда“. От декември 1936 г. е интербригадист в Испания, където под името Рашев организира инженерна част. Произведен е в чин капитан, а след боевете при Гуадалахара през 1937 – майор. От октомври 1937 е електроинженер в службата по въоръжаването във Валенсия, а след това в обединените военни заводи в Барселона. След поражението на испанските републиканци Наплатанов е в изгнание във френски лагер. През 1939 г. успява да се върне в СССР.
След 22 юни 1941 г. постъпва в специалните части на Червената армия, натоварени с подривна дейности в тила на хитлеристите. Включен е в групата на Мирко Станков, която посредством подводница е внедрена в България на 28 август 1941. Заедно с Борис Томчев достига до Сливенския Балкан, но на 17 септември 1941 двамата са заловени при засада в местността Бабина локва. Осъден е на смърт по Процеса на паташутистите и подводничарите през 1942 г. Разстрелян е на Гарнизонно стрелбище в София.
Негов син е Николай Наплатанов.